# Anchor Motor Car Company
Anchor Motor Car Company war ein US-amerikanischer Hersteller von Automobilen.

## Unternehmensgeschichte
Die Anchor Carriage Company gründete 1910 das Unternehmen als eigenständige Automobilabteilung. Der Sitz war in Cincinnati in Ohio. Die Produktion von Automobilen lief bis 1911. Der Markenname lautete Anchor.

## Fahrzeuge
Das einzige Modell war ein Tourenwagen. Ein Vierzylindermotor mit T-Kopf und 35 PS Leistung trieb die Fahrzeuge an.